# (12369) Pirandello
(12369) Pirandello est un astéroïde de la ceinture principale.

## Description
(12369) Pirandello est un astéroïde de la ceinture principale. Il fut découvert le 8 février 1994 à La Silla par Eric Walter Elst. Il présente une orbite caractérisée par un demi-grand axe de 2,29 UA, une excentricité de 0,09 et une inclinaison de 5,0° par rapport à l'écliptique.

## Compléments